# Philip Doddridge
Philip Doddridge (ur. 26 czerwca 1702 w Londynie, zm. 26 października 1751 w Lizbonie) – anglikański duchowny, przywódca nieanglikańskich protestantów w Wielkiej Brytanii (tzw. nonconformist).